# Norrby IF
Maillots
Dernière mise à jour : 22 décembre 2011.
Le Norrby IF est un club suédois de football basé à Borås.
Le club évolue en première division suédoise lors de la saison 1955-1956.

## Historique
- 1927 : fondation du club